# Rögöl (Gårdveda socken, Småland)
Rögöl är en sjö i Hultsfreds kommun i Småland och ingår i Emåns huvudavrinningsområde. Sjön har en area på 0,172 kvadratkilometer och ligger 116,1 meter över havet.

## Delavrinningsområde
Rögöl ingår i det delavrinningsområde (636409-149292) som SMHI kallar för Ovan Brittebäck. Medelhöjden är 129 meter över havet och ytan är 18,74 kvadratkilometer. Räknas de 144 avrinningsområdena uppströms in blir den ackumulerade arean 2 032,35 kvadratkilometer. Avrinningsområdets utflöde Emån mynnar i havet. Avrinningsområdet består mestadels av skog (82 procent). Avrinningsområdet har 0,17 kvadratkilometer vattenytor vilket ger det en sjöprocent på 0,9 procent.